# Противолодочный авианосец

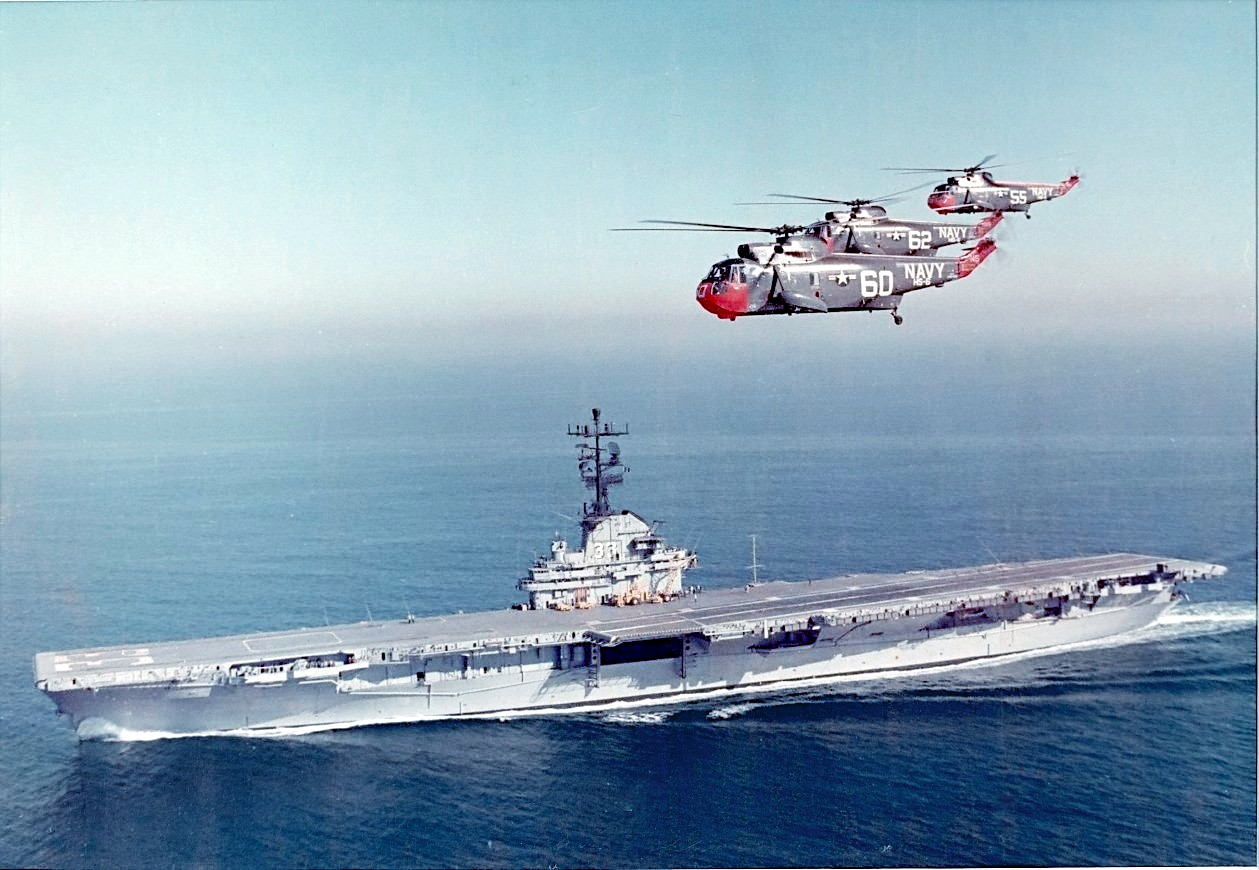
Противолодочный авианосец CVS-33 «Керсадж» и вертолёты SH-3A «Си Кинг»

Противоло́дочный авиано́сец — авианосец, предназначение которого заключается в борьбе с подводными лодками, осуществляющейся с помощью противолодочных самолётов и вертолётов, базирующихся на корабле.

## История
В конце 1950-х — начале 1960-х годов, в связи с возросшей угрозой со стороны советских подводных лодок, оснащённых ракетным оружием, в ВМФ США было принято решение об организации противолодочных поисково-ударных групп, ядром которых должны были стать противолодочные авианосцы. То есть формировались противолодочные АУГ.

## Использование
В качестве противолодочных использовались авианосцы типа CV-9 «Эссекс» времён Второй мировой войны, которые по мере вступления в строй новых авианосцев переклассифицировались в CVS.
Всего в противолодочные были переклассифицированы 21 авианосец типа «Эссекс» и авианосец CV-6 «Энтерпрайз» типа «Йорктаун».
Преобразование ударного авианосца в противолодочный заключалось в изменении состава его авиагруппы. Типовая авиагруппа противолодочного авианосца состояла из следующих самолётов:
| Назначение                                    | Тип                                  | Количество |
| --------------------------------------------- | ------------------------------------ | ---------- |
| Противолодочный самолёт                       | S-2 «Трекер»                         | 20—40      |
| Противолодочный вертолёт                      | SH-3 «Си Кинг» или HSS-1N «Сибэт»    | 16—20      |
| Самолёт дальнего радиолокационого обнаружения | E-1 «Трейсер» или AD-5W «Скайрейдер» | 4—5        |
| Транспортный самолёт                          | C-1 «Трейдер»                        | 0—1        |

В 1962 году в составе ВМФ США находились следующие противолодочные авианосцы:
| Авианосец      | Номер  | Годы службы в качестве CVS |
| -------------- | ------ | -------------------------- |
| Essex          | CVS-9  | 1960—1969                  |
| Yorktown       | CVS-10 | 1958—1970                  |
| Intrepid       | CVS-11 | 1962—1974                  |
| Hornet         | CVS-12 | 1958—1970                  |
| Randolph       | CVS-15 | 1959—1969                  |
| Lexington      | CVS-16 | 1962—1969                  |
| Wasp           | CVS-18 | 1956—1971                  |
| Bennington     | CVS-20 | 1959—1970                  |
| Kearsarge      | CVS-33 | 1958—1970                  |
| Lake Champlain | CVS-39 | 1957—1966                  |